# Nowy Miłków
Nowy Miłków (niem. Neu Mölke) – osada wsi Ludwikowice Kłodzkie w Polsce, położona w województwie dolnośląskim, w powiecie kłodzkim, w gminie Nowa Ruda.

## Położenie
Nowy Miłków położony jest w Sudetach Środkowych między Górami Sowimi a Wzgórzami Wyrębińskimi, na wysokości 580–600 m n.p.m.

## Podział administracyjny
W latach 1975–1998 osada administracyjnie należała do województwa wałbrzyskiego.

## Historia
Nowy Miłków powstał na początku XVIII wieku jako wioska w dobrach hrabiego von Larisha. W 1748 roku było tam tylko pięć domów, a w pierwszej połowie XIX wieku liczba gospodarstw wzrosła do około siedmiu. W drugiej połowie XIX wieku miejscowość rozwinęła się, głównie za sprawą powiększenia pobliskiej kopalni Wenceslaus. Po 1945 roku, po zamknięciu kopalni wieś podupadła. Obecnie znajduje się tam tylko 7 domów.

## Szlaki turystyczne
Zachodnim skrajem Nowego Miłkowa prowadzi  szlak turystyczny z Ludwikowic Kłodzkich na Przełęcz Kozie Siodło.